# Šurdovec
Šurdovec é um assentamento (naselje) do território administrativo de Sveti Ivan Zelina do condado de Zagreb, Croácia. Em 2011, tinha uma população de 33 pessoas.